# Ihmermeedeschloot
Der Ihmermeedeschloot ist ein Schloot auf dem Gebiet der Stadt Aurich im gleichnamigen Landkreis Aurich in Ostfriesland. Er entspringt südlich der B 210, einen Kilometer westlich von Spekendorf, verläuft nach Südosten und mündet in das Norder Tief der Harle.